# Under Secretary of Defense for Policy

Bandiera dei sottosegretari alla difesa

L'Under Secretary of Defense for Policy (traducibile come Sottosegretario alla Difesa per la politica militare) è uno degli ufficiali civili di alto livello che costituiscono l'OSD. Si tratta del consigliere principale del segretario e del vicesegretario della Difesa in materia di sicurezza nazionale e politiche militari di difesa.
Viene nominato dal Presidente e confermato dal Senato.

## Lista dei sottosegretari
| No. | Foto | Sottosegretario                  | Mandato           | Mandato          | Durata              | Segretario                         | Presidente        |
| No. | Foto | Sottosegretario                  | Inizio            | Termine          | Durata              | Segretario                         | Presidente        |
| --- | ---- | -------------------------------- | ----------------- | ---------------- | ------------------- | ---------------------------------- | ----------------- |
| 1   |      | Stanley Rogers Resor             | 14 agosto 1978    | 1º aprile 1979   | 0 anni e 230 giorni | Harold Brown                       | Jimmy Carter      |
| 2   |      | Robert Komer                     | 24 ottobre 1979   | 20 gennaio 1981  | 1 anno e 88 giorni  | Harold Brown                       | Jimmy Carter      |
| 3   |      | Fred Iklé                        | 2 aprile 1981     | 19 febbraio 1988 | 6 anni e 323 giorni | Caspar Weinberger Frank Carlucci   | Ronald Reagan     |
| 4   |      | Paul Wolfowitz                   | 15 maggio 1989    | 19 gennaio 1993  | 3 anni e 249 giorni | Dick Cheney                        | George H. W. Bush |
| 5   |      | Frank G. Wisner                  | 6 luglio 1993     | 9 giugno 1994    | 0 anni e 338 giorni | Les Aspin William Perry            | Bill Clinton      |
| 6   |      | Walter B. Slocombe               | 15 settembre 1994 | 19 gennaio 2001  | 6 anni e 126 giorni | William Perry William Cohen        | Bill Clinton      |
| -   |      | Peter F. Verga Ad interim        | 20 gennaio 2001   | 16 luglio 2001   | 0 anni e 177 giorni | Donald Rumsfeld                    | George W. Bush    |
| 7   |      | Douglas J. Feith                 | 16 luglio 2001    | 8 agosto 2005    | 4 anni e 23 giorni  | Donald Rumsfeld                    | George W. Bush    |
| 8   |      | Eric S. Edelman                  | 9 febbraio 2006   | 20 gennaio 2009  | 2 anni e 346 giorni | Donald Rumsfeld Robert Gates       | George W. Bush    |
| 9   |      | Michèle Flournoy                 | 9 febbraio 2009   | 3 febbraio 2012  | 2 anni e 359 giorni | Robert Gates Leon Panetta          | Barack Obama      |
| 10  |      | James N. Miller                  | 18 febbraio 2012  | 8 gennaio 2014   | 1 anno e 324 giorni | Leon Panetta Chuck Hagel           | Barack Obama      |
| -   |      | Michael D. Lumpkin Ad interim    | 9 gennaio 2014    | 23 giugno 2014   | 0 anni e 165 giorni | Chuck Hagel                        | Barack Obama      |
| 11  |      | Christine Wormuth                | 23 giugno 2014    | 10 giugno 2016   | 1 anno e 353 giorni | Chuck Hagel Ash Carter             | Barack Obama      |
| -   |      | Brian P. McKeon Ad interim       | 10 giugno 2016    | 20 gennaio 2017  | 0 anni e 224 giorni | Ash Carter                         | Barack Obama      |
| -   |      | Theresa Whelan Ad interim        | 20 gennaio 2017   | 7 giugno 2017    | 0 anni e 138 giorni | James Mattis                       | Donald Trump      |
| -   |      | Robert Karem Ad interim          | 7 giugno 2017     | 27 ottobre 2017  | 0 anni e 142 giorni | James Mattis                       | Donald Trump      |
| -   |      | David Trachtenberg Ad interim    | 27 ottobre 2017   | 8 gennaio 2018   | 0 anni e 73 giorni  | James Mattis                       | Donald Trump      |
| 12  |      | John Rood                        | 9 gennaio 2018    | 28 febbraio 2020 | 2 anni e 50 giorni  | James Mattis Mark Esper            | Donald Trump      |
| -   |      | James Anderson Ad interim        | 1 marzo 2020      | 10 novembre 2020 | 0 anni e 254 giorni | Mark Esper                         | Donald Trump      |
| -   |      | Anthony Tata Ad interim          | 10 novembre 2020  | 15 gennaio 2021  | 0 anni e 66 giorni  | Christopher C. Miller (ad interim) | Donald Trump      |
| -   |      | Thomas Williams Ad interim       | 15 gennaio 2021   | 20 gennaio 2021  | 0 anni e 5 giorni   | Christopher C. Miller (ad interim) | Donald Trump      |
| -   |      | Amanda J. Dory Ad interim        | 20 gennaio 2021   | 28 aprile 2021   | 0 anni e 98 giorni  | Lloyd Austin                       | Joe Biden         |
| 13  |      | Colin Kahl                       | 28 aprile 2021    | 17 luglio 2023   | 2 anni e 80 giorni  | Lloyd Austin                       | Joe Biden         |
| -   |      | Sasha Baker Ad interim           | 18 luglio 2023    | 26 aprile 2024   | 0 anni e 283 giorni | Lloyd Austin                       | Joe Biden         |
| -   |      | Amanda J. Dory Ad interim        | 27 aprile 2024    | 22 gennaio 2025  | 0 anni e 270 giorni | Lloyd Austin                       | Joe Biden         |
| -   |      | Alexander Velez-Green Ad interim | 22 gennaio 2025   | In carica        | 0 anni e 53 giorni  | Pete Hegseth                       | Donald Trump      |